# Caribbean Agriculture Research and Development Institute
Het Caribbean Agriculture Research and Development Institute (CARDI) is een instelling van de Caricom. De hoofdvestiging bevindt zich in een gebouw van de University of the West Indies in Saint Augustine in Trinidad en Tobago.
De organisatie richt zich op onderzoek, ontwikkeling en groei van de landbouw en veeteelt, met als werkvelden in het bijzonder de watervoorraden en de vermindering van broeikasgassen. Ze voert onder meer een klimaatveranderingsprogramma uit. Van hieruit wordt gewerkt aan de vergroting van kennis en capaciteiten van het personeel en de uitbreiding van de infrastructuur om de invloed van landbouwproductie op het klimaat te meten.

## Locale initiatieven

### Suriname
In Suriname is het CARDI geregeld aanwezig met de ondersteuning van projecten. In 2015 hielp het samen met het het Inter-American Institute for Cooperation on Agriculture (IICA) en het secretariaat van de Caricom met de implementatie van het EU/Cariforum SPS Project bij de Caribbean Agricultural Health and Food Safety Agency (CAHFSA) in Paramaribo. Vanaf datzelfde jaar kwam ze samen met het Technisch Centrum voor Agrarische Ontwikkeling en Rurale Samenwerking (ACS-EU) en het IICA overeen om meerdere fondsen vrij te maken voor jongeren- en vrouwenorganisaties. Ook was ze vanaf 2015 betrokken bij de ontwikkeling van de kokossector waarbij ze onderzocht welke technische teelmethode juist zou zijn voor groenten en fruit onder de palmen. Het CARDI heeft geen lokaal kantoor in Suriname.

### Kantoren
In de volgende landen bevinden zich lokale kantoren:
- Antigua en Barbuda
- Bahama's
- Barbados
- Belize
- Kaaimaneilanden
- Dominica
- Grenada
- Guyana
- Jamaica
- Montserrat
- Saint Kitts en Nevis
- Saint Lucia
- Saint Vincent en de Grenadines
- Trinidad en Tobago